# 铁画白瓷

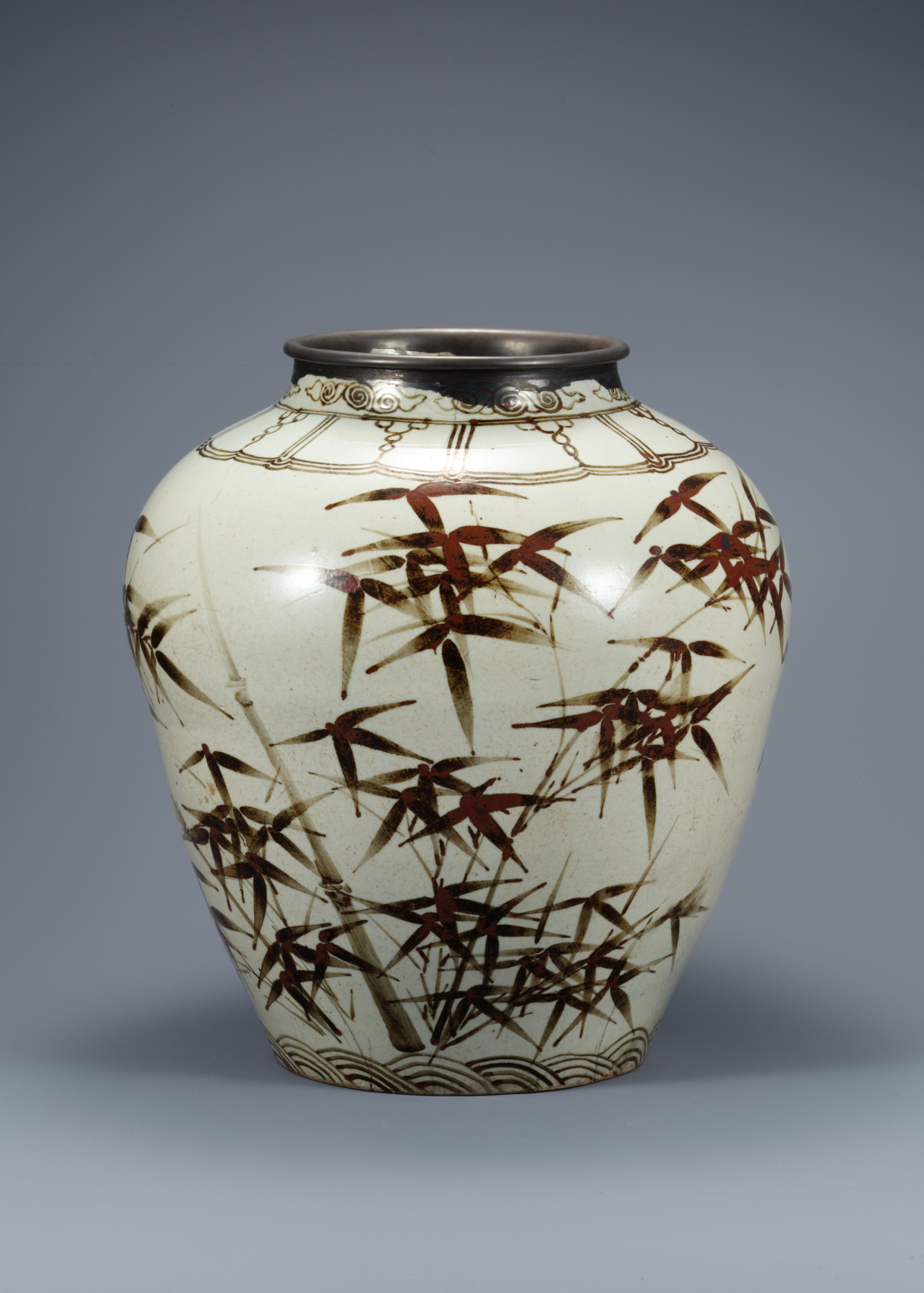
韩国国宝166号白瓷铁画梅竹纹壶

铁画白瓷，又称铁绘白瓷，以氧化铁为颜料烧制而成的一种朝鲜白瓷。17世纪中叶，由于青花料价格昂贵，以氧化铁为替代颜料的铁画白瓷在提倡节俭的风尚中大量烧制，发展成为具有朝鲜本土特征的白瓷品种。
朝鲜实学家朴趾源在被赐一铁画白瓷酒瓶后曾作《内赐酒瓶，质俭型古，喜而有咏》一诗，赞美其为“宫中昭俭德”，可与“唐瓶”“倭榼”相媲美：“石间朱凿缬玄云，燔土东湖陋白坟。古质先天螺壳并，奇文太昊马图分。陶甄圣化看微物，斟酎神功验小醺。此器宫中昭俭德，唐瓶倭榼敢为群。”
(首句中的“石间朱”是铁画白瓷绘画颜料氧化铁的古称。):182

## 历史
高丽王朝时期，朝鲜半岛就开始将铁画技法应用于白瓷和青瓷，烧制出铁画白瓷和铁画青瓷。15世纪中叶的朝鲜王朝时期，铁画技法开始被扩展至粉青沙器的烧制。17世纪中叶，由于青花料进口受阻，朝鲜本土替代品开发不顺等客观原因，朝鲜瓷匠运用本土材料加以创新。铁画技法被广泛应用于瓷绘。具有朝鲜本土特征的铁画白瓷在这此背景下逐步发展起来。18世纪中叶开始，由于青花料供应的缓解，青花白瓷的烧制开始增多，铁画白瓷产量明显减少。:178-181